# Сухонский (Великоустюгский район)
Сухонский — посёлок в Великоустюгском районе Вологодской области.
Входит в состав Опокского сельского поселения, с точки зрения административно-территориального деления — в Опокский сельсовет.
Расстояние по автодороге до районного центра Великого Устюга — 70 км, до центра муниципального образования Полдарсы — 4 км. Ближайшие населённые пункты — Полдарса, Полдарса, Белая.
По переписи 2002 года население — 172 человека (84 мужчины, 88 женщин). Преобладающая национальность — русские (96 %).